# Bardzo dziki zachód

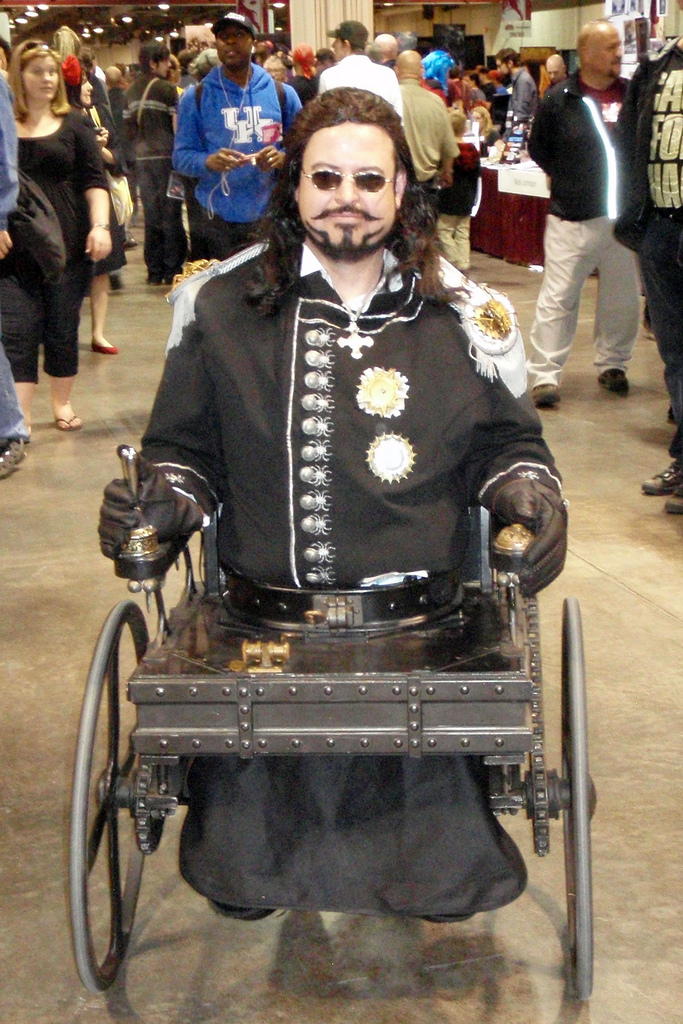
Przebranie dr Lovelessa

Bardzo dziki zachód – amerykański film fabularny, komedia z elementami westernu i steampunku (Dziwny Zachód) w reżyserii Barry’ego Sonnenfelda, wyprodukowany w 1999 roku. Film oparty jest na serialu telewizyjnym z lat sześćdziesiątych XX wieku.

## Fabuła
Film opowiada o czasach krótko po zakończeniu wojny secesyjnej. Loveless porywa amerykańskich inżynierów, aby zbudowali dla niego broń, którą pokona zwycięską Unię. James West i Artemus Gordon zostają wysłani przez prezydenta Ulyssesa Granta, by aresztować Lovelessa.

## Obsada
- Will Smith – James West
- Kevin Kline – Artemus Gordon/prezydent Ulysses Grant (dwie role)
- Kenneth Branagh – dr Arliss Loveless
- Salma Hayek – Rita Escobar
- Ted Levine – generał McGrath
- M. Emmet Walsh – Coleman
- Bai Ling – Miss East
- Rodney A. Grant

## Produkcja
Zdjęcia do filmu nakręcono w Santa Clarita, Los Angeles, Santa Fe, Burbanku, jeziorze Lake Piru (Kalifornia), Abiquiu, Galisteo (Nowy Meksyk), Monument Valley (Utah), Nogales, Tucson (Arizona) i w Pierce (Idaho). Okres zdjęciowy do filmu trwał od 18 maja do 3 listopada 1998 roku.

## Odbiór
Film Bardzo dziki zachód spotkał się z negatywną reakcją krytyków. W serwisie Rotten Tomatoes, 17% ze stu trzydziestu jeden recenzji filmu jest negatywne (średnia ocen wyniosła 4,1 na 10). Na portalu Metacritic średnia ocen z 25 recenzji wyniosła 38 punktów na 100.

## Nagrody i nominacje
| Rok  | Miejsce                              | Nagroda      | Kategoria                              | Odbiorcy i nominowani                                                                | Wynik     |
| ---- | ------------------------------------ | ------------ | -------------------------------------- | ------------------------------------------------------------------------------------ | --------- |
| 1999 | Teen Choice Awards 1999              | Teen Choice  | Film lata                              | Bardzo dziki zachód                                                                  | nominacja |
| 2000 | Nickelodeon Kids’ Choice Awards 2000 | Sterowiec    | Ulubiony aktor filmowy                 | Will Smith                                                                           | nominacja |
| 2000 | 20. rozdanie nagród Złotych Malin    | Złota Malina | Najgorszy film                         | Bardzo dziki zachód                                                                  | wygrana   |
| 2000 | 20. rozdanie nagród Złotych Malin    | Złota Malina | Najgorszy reżyser                      | Barry Sonnenfeld                                                                     | wygrana   |
| 2000 | 20. rozdanie nagród Złotych Malin    | Złota Malina | Najgorszy scenariusz                   | Brent Maddock, Jeffrey Price, Jim Thomas, John Thomas, Peter S. Seaman i S.S. Wilson | wygrana   |
| 2000 | 20. rozdanie nagród Złotych Malin    | Złota Malina | Najgorsza ekranowa para / duet filmowy | Kevin Kline i Will Smith                                                             | wygrana   |
| 2000 | 20. rozdanie nagród Złotych Malin    | Złota Malina | Najgorsza piosenka                     | „Wild Wild West” – Will Smith                                                        | wygrana   |
| 2000 | 20. rozdanie nagród Złotych Malin    | Złota Malina | Najgorszy aktor                        | Kevin Kline                                                                          | nominacja |
| 2000 | 20. rozdanie nagród Złotych Malin    | Złota Malina | Najgorsza aktorka drugoplanowa         | Kevin Kline jako prostytutka                                                         | nominacja |
| 2000 | 20. rozdanie nagród Złotych Malin    | Złota Malina | Najgorsza aktorka drugoplanowa         | Salma Hayek                                                                          | nominacja |
| 2000 | 20. rozdanie nagród Złotych Malin    | Złota Malina | Najgorszy aktor drugoplanowy           | Kenneth Branagh                                                                      | nominacja |